# Clutia tomentosa
Clutia tomentosa là một loài thực vật có hoa trong họ Peraceae. Loài này được L. mô tả khoa học đầu tiên năm 1767.